# Chydorus ovalis
Chydorus ovalis is een watervlooiensoort uit de familie van de Chydoridae. De wetenschappelijke naam van de soort is voor het eerst geldig gepubliceerd in 1874 door Kurz.